# Heptacyclus buthi
Heptacyclus buthi is een ringworm uit de familie van de Piscicolidae. De wetenschappelijke naam van de soort is voor het eerst geldig gepubliceerd in 2006 door Burreson & Kalman.